# Comic Dragon
Comic Dragon (月刊コミックドラゴン Gekkan Komikku Doragon?, Cómic dragón mensual) es una revista de manga shōnen de la editorial Fujimi Shobō. Es muy conocida por publicar en sus páginas la saga de algunos mangas de Slayers. Los mangas que se publicaron en esta revista, son recopilados en tankōbon bajo el nombre de Dragon Comics. 
Se publicó originalmente en septiembre de 1992 como una edición especial de Dragon Magazine, a partir de diciembre de 1993 paso a una publicación mensual. A partir de abril de 2003 se fusionó junto con la revista Dragon Jr., convirtiéndose en la revista Dragon Age.

## Mangas publicados en Comic Dragon
- Chrno Crusade
- Chō-baku Madōden Slayers
- Full Metal Panic!
- Pretty Sammy
- Saber Marionette J
- Silent Möbius
- Slayers
- Someday's Dreamers
- Tenchi Muyō!

- Datos: Q2834953